# 狩野宗茂
狩野 宗茂（かの むねしげ）は、鎌倉時代の武士。狩野氏の祖・工藤茂光の子である。

## 経歴
藤原南家工藤氏の6代目当主である工藤祐隆（伊東家次）の四男である工藤茂光の子として生まれる。
源頼朝に仕えるようになり、治承・寿永の乱では、源頼朝側として挙兵当初から従っている。
建久4年（1193年）には、頼朝主催の富士野の巻狩りの準備として駿河国で北条時政と共に屋形の設営などを行った。その後は巻狩りに参加し、曾我兄弟の仇討ち事件の際に、父の仇である工藤祐経を討った曾我兄弟の曾我祐成と時致が、頼朝の尋問を受ける場面に立ち会った。
狩野宗茂以降、代々「狩野介」を称し、伊豆国の在庁官人であった。「狩野」の名は、工藤氏が拠点としていた伊豆国の狩野荘（現狩野川上流、伊豆市大平柿木付近）に由来する。